# 新巴桑
50°34′2″N 31°30′7″E / 50.56722°N 31.50194°E
新巴桑（羅馬化：Nova Basan）是烏克蘭北部切爾尼戈夫州尼任區新巴桑市镇内的村庄及其行政中心。始建於1450年，面積1.24平方公里，海拔高度123米，人口2,810，人口密度每平方公里2,604.03人。